# استیو هارکنس
استیو هارکنس (انگلیسی: Steve Harkness؛ زادهٔ ۲۷ اوت ۱۹۷۱) یک بازیکن فوتبال است.